# زویا چائوشسکو
زوییا چائوشسکو (تلفظ در رومانیایی: [ˈzoja tʃe̯a.uˈʃesku]; ۲۸ فوریه ۱۹۴۹ – ۲۰ نوامبر ۲۰۰۶) ریاضی‌دان رومانیایی و دختر رهبر کمونیست نیکلای چائوشسکو و همسرش، النا چائوشسکو بود. او همچنین به عنوان «توفاراشا زوییا» (رفیق زوییا) شناخته می‌شد.

## زندگی‌نامه

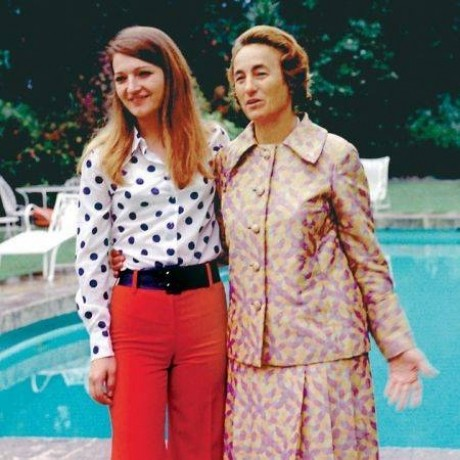
زوییا به همراه مادرش النا در سال ۱۹۷۸

زوییا چائوشسکو تحصیلات خود را در دبیرستان شماره ۲۴ (که اکنون Jean Monnet High School) در بخارست گذراند و در سال ۱۹۶۶ فارغ‌التحصیل شد. سپس تحصیلات خود را در دانشکده ریاضیات دانشگاه بخارست ادامه داد. او در سال ۱۹۷۷ موفق به دریافت پی‌اچ‌دی خود شد و پایان‌نامه‌اش با عنوان On Intertwining Dilations تحت نظر سیپریان فویاس نوشته شد. چائوشسکو از سال ۱۹۷۴ به عنوان پژوهشگر در مؤسسه ریاضیات آکادمی رومانی در بخارست مشغول به کار شد. زمینه تخصصی او آنالیز تابعی بود. گفته می‌شود که والدین او از انتخاب دخترشان برای تحقیق در ریاضیات ناراضی بودند، بنابراین در سال ۱۹۷۵ مؤسسه تعطیل شد. او به کار در موسسه آفرینش های علمی و فنی (INCREST) ادامه داد و در آنجا دپارتمان جدیدی در زمینه ریاضیات تأسیس و رهبری کرد. در سال ۱۹۷۶، چائوشسکو جایزه سیمئون استویلو را برای دستاوردهای برجسته خود در علوم ریاضی دریافت کرد.
او در سال ۱۹۸۰ با میرچا اوپریان، مهندس و استاد دانشگاه پلی‌تکنیک بخارست ازدواج کرد.
در دوران انقلاب رومانی، در ۲۴ دسامبر ۱۹۸۹، او به اتهام «تضعیف اقتصاد رومانی» دستگیر شد و هشت ماه بعد در ۱۸ اوت ۱۹۹۰ آزاد شد. پس از آزادی، او تلاش کرد تا به شغل سابق خود در موسسه آفرینش های علمی و فنی بازگردد، اما موفق نشد و نهایتاً تصمیم به بازنشستگی گرفت. پس از انقلاب، برخی از روزنامه‌ها گزارش دادند که او زندگی پرهیجانی داشته و معشوق‌های زیادی داشته و اغلب مست بوده است.
پس از اعدام والدینش، دولت جدید خانه‌ای که او و همسرش در آن زندگی می‌کردند را مصادره کرد (این خانه به عنوان مدرکی برای ثروت دزدیده شده فرضی استفاده شد)، بنابراین او و همسرش مجبور شدند با دوستان و بستگان خود زندگی کنند. او تلاش کرد به موسسه آفرینش های علمی و فنی بازگردد (از جایی که اخراج شده بود)، اما اجازه داده نشد. زوییا از مؤسسه شکایت کرد، اما شکایت تکمیل نشد؛ در نهایت تصمیم گرفت دیگر مبارزه نکرده و بازنشسته شود.
پس از انقلاب که والدینش را برانداخت، زوییا گزارش داد که در زمان حکومت والدینش، مادرش از سکوریتاته خواسته بود که مراقب فرزندان چائوشسکو باشند، شاید او این کار را از روی «احساس محبت» انجام داده بود. سکوریتاته «نمی‌توانست به فرزندان آسیب برساند» همان‌طور که او گفته بود، اما اطلاعاتی که آن‌ها فراهم می‌کردند باعث مشکلات زیادی برای فرزندان شد. او همچنین اشاره کرد که قدرت «اثر تخریبی» روی پدرش داشته و او «حس قضاوت خود را از دست داده بود».
زوییا چائوشسکو اعتقاد داشت که والدینش در گورستان گنچا دفن نشده‌اند؛ او تلاش کرد تا اجساد آن‌ها را کشف کند، اما درخواست او توسط دادگاه نظامی رد شد. اجساد در سال ۲۰۱۰ برای شناسایی حفاری شدند و تأیید شد که آن‌ها والدینش بوده‌اند، پس از مرگ او.
زوییا سیگار پشت سیگار کشید. او در سال ۲۰۰۶ به دلیل سرطان ریه در سن ۵۷ سالگی درگذشت و جسد او در کرماتوریوم سِنوشا سوزانده شد.